# Albarrasí
Albarrasí (en castellà i oficialment, Albarracín) és un municipi i ciutat de la comarca de la Serra d'Albarrasí, a la província de Terol.
És a 28 km de Terol i banyat pel riu Guadalaviar (tal com és conegut el riu Túria fins a Terol), en un enclavament estratègic important a l'edat mitjana: just a la frontera entre els regnes de Castella i d'Aragó.

## Història
A l'edat del ferro fou habitat pels celtes Lobetans. D'aquesta època s'hi han trobat importants pintures rupestres a la pineda del Rodeno.
Sota els musulmans portava el nom de Xantamariyyat aix-Xarq (Santa Maria de l'Est) en contraposició a Xantamariyyat al-Gharb (Santa Maria de l'Oest) la moderna Faro. El nom que ha perdurat deriva de la família amaziga hawwara dels Banu Razin (al-Banú-Razín), que va dominar la regió anomenada Sahla, la comarca a l'entorn de la ciutat; l'ancestre de la família fou Razin al-Burnusi, que havia arribat a la península amb Tàriq ibn Ziyad; no obstant aquesta filiació és discutida. Els Banu Razin van governar Sahla amb més o menys fidelitat als omeies i són esmentats als texts a partir del 957/958 quan Marwan ibn Hudhayl ibn Razin, que estava revoltat a Sahla, es va sotmetre a Abd-ar-Rahman III. El març del 972 els quatre fills de Marwan ibn Hudhayl ibn Razin van obtenir la partició de l'amal patern al districte de Sahla per part del califa al-Hàkam II, amb el consentiment de Yahya ibn Hudhayl ibn Razin i els seus nou fills; el 974, mort Yahya, els 9 fills van rebre també l'amal patern del califa. Amb l'enfonsament del califa Abu Muhammad Hudhayl ibn Abd al-Malik ibn Khalaf ibn Lubb ibn Razin conegut com a Ibn al-Asla, es va proclamar independent (1012/1013) amb títol de hàjib i làqab de Izz-ad-Dawla i Dhu-l-Majdaín. Va fundar la xicoteta taifa de Sahla coneguda avui dia com a taifa d'Albarrasí del nom d'aquesta família. Fou confirmat en la possessió per Sulayman al-Mustaín, anomenat el califa dels amazics, encara que després li va fer recriminacions potser per no ajudar-lo activament. Des de 1013/1014 el nom de la capital comença a ser esmentat com a Xantamariyya, nom que abans no havia aparegut (només s'esmentava el nom Sahla) el que suggereix la presència d'una comunitat mossàrab.
Es va mantenir allunyat de les guerres entre petits regnes i va fer front a al-Múndhir I de Saragossa, que volia annexionar el territori. Es diu que va aportar molta prosperitat a la regió de Sahla. Va morir el 1044/1045 després de més de trenta anys de regnat, i el va succeir el seu fill Abd-al-Màlik ibn Hudhayl amb el làqab de Hussam-ad-Dawla; va tenir un llarg regnat de 58 anys; va enfrontar els primers atacs cristians i Ibn al-Kardabus diu que Ferran I de Castella (1037-1065) va saquejar la capital (no dona la data), si bé això no té confirmació en cap altra font. Quan Alfons VI de Castella va conquerir Toledo (1085) va iniciar bones relacions amb Castella a qui va enviar un tribut; després de la batalla de Zalaca el 1086, va deixar de pagar el tribut però el 1089 va haver de sotmetre's al Cid. El novembre del 1092 va annexionar Sagunt (que és esmentada amb el nom de Murviedro —en català Morvedre— al Cantar de mio Cid) i va pactar un acord de neutralitat amb el Cid; quan el mercenari castellà atacava Balansiyya (València), Abd-al-Màlik va intentar una aliança amb el rei català (abans de l'agost del 1093), però aquest va alertar el Cid que va retornar a Sahla, i va forçar el rei a ajudar-lo en la conquesta de València que es va aconseguir el 15 de juny de 1094. Tot seguit Abd-al-Màlik es va aliar als almoràvits que començaven a assetjar València (setembre-octubre de 1094) i va participar en la batalla de Quart, fugint del camp de batalla. Va morir el 18 de maig de 1103 i el va succeir el seu fill Yahya ibn Abd-al-Màlik que va portar igualment el làqab de Hussam-ad-Dawla. Ja València havia estat ocupada pels almoràvits i el seu governador, Abu-Abd-Al·lah ibn Fàtima, va deposar Yahya i va annexionar la taifa (6 d'abril de 1104).
Posteriorment fou ocupada per Pedro Ruíz de Azagra, noble del regne de Navarra, que amb el seu llinatge va fer d'aquesta ciutat la seu de la senyoria d'Albarrasí, independent de Castella i d'Aragó des del 1170, i fins i tot hi va crear un bisbat propi el 1172, però per la confusió que existia sobre les antigues demarcacions eclesiàstiques se li va donar el títol de l'antiga seu d'Ercavica (o Arcavica) i després es va rectificar al títol de Segobriga. La tradició diu que la ciutat fou concedida a Pedro Ruíz per Muhàmmad ibn Mardanix, el rei Llop; després dels Azagra hi van governar els Lara. Després del fracàs de conquesta per part de Jaume el Conqueridor el 1220, fou Pere el Gran, a qui li havia estat adjudicat pel tractat d'Ágreda de 1281, que va conquerir la senyoria el 1284 o 1285 a Joan II Nunyez de Lara, i el feu va passar definitivament a la corona d'Aragó el 1300. No consta la presència de mudèjars (musulmans sota domini cristià).
Aquesta sèrie de fets polítics tingueren com a base la importància de la fortalesa i el sistema defensiu d'Albarrasí. Fou seu episcopal fins que es traslladà a la ciutat de Sogorb després de ser conquerida per Jaume I.
Tant ràpid com els interessos de l'època es desplaçaren cap a altres indrets, Albarrasí deixà de ser una ciutat important i quedà pràcticament despoblada. Tot i això, més endavant Albarrasí reemergí amb l'explotació de la indústria fustera. Una mala gestió dels recursos forestals provocà, tanmateix, una gran desforestació de la zona, cosa que emplaçà un altre ocàs de la ciutat. Actualment la ciutat és una important destinació turística i ha estat proposada diversos cops com a Patrimoni de la Humanitat.

## Patrimoni arquitectònic
El conjunt històric està declarat com a bé d'interès cultural. Entre els edificis d'interès cal destacar:
- Catedral del Salvador: Situada al costat del castell. És del segle xvi amb una sola nau i capelles laterals. A l'interior hi ha tapissos historiats amb la vida de Gedeó.
- Palau episcopal: és al costat al castell. Té la portada barroca.
- Cases Consistorials: Són en la plaça de l'Ajuntament. Són del segle xvi, amb balcons de fusta i un passador sobre el riu.
- Castell: Està quasi en ruïnes, les restes van ser excavades i restaurades, és al nucli antic anomenat La Ciudad. Se'n conserva el recinte murallat. Fou alcàsser dels Banu-Razin.[6]
- Muralles del segle xvi, de construcció cristiana.
- Torre del Andador, d'aparell musulmà del segle x i xi, reforçat amb un de xicotet amb un recinte rectangular.
- Torre de dona Blanca a l'extrem de l'espoló.

## Fills il·lustres
- Vicente Martínez (...?-1777) compositor musical